# Eagle V
Eagle V – samochód opancerzony produkowany przez szwajcarskie przedsiębiorstwo Mowag, będące częścią General Dynamics Land Systems. Pojazd produkowany jest od 2010 roku (wersja 4×4). W 2012 rozpoczęto produkcję wersji 6×6.
Eagle V jest rozwinięciem wcześniejszej konstrukcji, Eagle IV i bazuje na doświadczeniach przedsiębiorstwa z produkcji wcześniejszych wersji (Eagle I, Eagle II, Eagle III) używanych przez armię niemiecką, duńską i szwajcarską.
Samochód może być produkowany w kilku konfiguracjach. Opancerzona kabina może mieścić od dwóch do sześciu siedzeń. Za kabiną znajduje się nieopancerzona skrzynia ładunkowa, przykryta plandeką lub zabudowana obudową sztywną. Na dachu kabiny można zamontować zdalnie sterowane stanowisko karabinu maszynowego lub zdalnie sterowany granatnik.
W samochodach używana jest magistrala CAN-BUS umożliwiająca kontrolę stanu podzespołów i szybką integrację dodatkowego wyposażenia (system łączności, system dowodzenia czy system uzbrojenia).
Masa własna pojazdu w wersji 4×4 wynosi 7 ton i może ona zabrać do 3 ton ładunku. Wersja 6×6 waży 7,7 t i może zabrać 7,3 t ładunku lub do 14 żołnierzy (włącznie z kierowcą).

## Opancerzenie
Pancerz ze spawanych płyt stalowych i okna z szybami pancernymi zapewniają ochronę balistyczną na poziomie 3 według normy STANAG 4569A. Odporność można poprawić przez instalację dodatkowych osłon ceramicznych lub kompozytowych. Wnętrze kabiny pokryte jest wykładziną przeciwodłamkową.
Podłoga samochodu w kształcie spłaszczonego W, zintegrowana z osłonami przeciwwybuchowymi, fotele załogi zamontowane na kolumnach pochłaniających energię i wewnętrzna podłoga z wkładem gumowym zapewniają ochronę przed wybuchem min na poziomie 4a/3b według STANAG 4569B .
Opony są wyposażone we wkładki runflat.

## Napęd i osiągi
Niezależnie od wersji samochód napędzany jest 6-cylindrowym silnikiem wysokoprężnym przedsiębiorstwa Cummins o mocy 183 kW (259 KM (opcjonalny silnik o mocy 210 kW/285 KM). Automatyczna skrzynia biegów ma 5 przełożeń. Stały napęd na wszystkie koła. Prędkość maksymalna wynosi 110 km/h na drogach utwardzonych i 55 km/h w jeździe terenowej. Zbiornik paliwa o pojemności 180 litrów (200 l w wersji 6×6). Zasięg pojazdu po szosie wynosi 700 km.
Prześwit wynosi 40–42,5 cm (w zależności od ogumienia). Kąt wejścia wynosi 42°, kąt zejścia 45°. Samochód może pokonywać przeszkody pionowe o wysokości 50 cm, podjazdy/zjazdy o nachyleniu 60% i trawersować stoki o nachyleniu do 40%. Przeszkody wodne o głębokości do 1,2 m może pokonać brodząc bez przygotowania, po przygotowaniu może przejechać przez wodę do głębokości 1,5 m.

## Wyposażenie
Standardowo samochody wyposażone są w system klimatyzacyjny, ogrzewane szyby i lusterka, system komunikacji wewnętrznej, system filtrująco-wentylacyjny.
Opcjonalnie mogą być wyposażone we wyciągarkę, centralny system pompowania opon, system utrzymywania nadciśnienia w kabinie (do ochrony przed skażeniem), system gaśniczy w kabinie i przedziale silnika, hak holowniczy oraz przyłącze do hamulca przyczepy, kamerę cofania. Wersja 6×6 może być wyposażona w system sterowania trzeciej osi (co zmniejsza promień skrętu z 18 do 16 metrów).

## Użytkownicy
Bundeswehra zamówiła 176 sztuk pojazdów, rozważany jest zakup większej liczby. Armia szwajcarska używa 4 samochodów do przewożenia niewybuchów, jeden zakupiła policja lotniska w Zurichu. Od 2014 roku Eagle V używa armia duńska.